# Robotics;Notes
Robotics;Notes (ロボティクス・ノーツ, Robotikusu Nōtsu) est un visual novel développé et édité par 5pb., sorti le 28 juin 2012 sur PlayStation 3 et Xbox 360.
Une version améliorée, qui inclut entre autres des cinématiques animées ainsi que des ajustements grammaticaux et autres, appelée Robotics;Notes Elite a vu le jour au Japon le 28 juin 2014 sur PlayStation Vita. Le 31 janvier 2019, cette version a été portée sur Nintendo Switch et PlayStation 4, toujours au Japon. Le 4 juillet 2019, à l'occasion de l'Anime Expo, Spike Chunsoft a annoncé la sortie du jeu en anglais dans le monde entier pour 2020 sur Steam, Nintendo Switch et  PlayStation 4 ; ainsi que celle de sa suite directe, Robotics;Notes DaSH. Le 22 avril 2020, Spike Chunsoft a annoncé la date de sortie, le 13 octobre 2020 en Amérique du Nord pour les éditions physiques et sur Steam, le 16 octobre 2020 en Europe, sous la forme du Robotics;Notes Double Pack, bénéficiant d'une édition Day One, le tout publié en Europe par Numskull Games. Ce pack contient donc Robotics;Notes Elite et Robotics;Notes DaSH, ainsi qu'un ensemble de pins à l’effigie de certains personnages de l'œuvre.
Robotics;Notes est adapté en plusieurs séries manga et en une série d'animation de 22 épisodes par Production I.G et diffusée sur Fuji TV dans la case horaire noitaminA entre octobre 2012 et mars 2013.

## Synopsis
Dans un futur proche, le PhoneDroid, une tablette utilisant la réalité augmentée, a vu sa popularité augmenter sur l'île de Tanegashima. Sur cette île, le club de robotique du Lycée Central de Tanegashima est sur le point d'être dissous. Malgré cette situation délicate, Kaito Yashio, l'un des deux seuls membres du club de robotique, s'occupe autrement en jouant à un jeu de combat faisant s'affronter des robots. Son homologue, la chef du club Akiho Senomiya ignore la nonchalance de Kaito et essaie de garder le club en vie en construisant un robot géant. Un jour, par pure coïncidence, Kaito découvre une annotation en réalité augmentée appelée "Rapport de Kimijima". Elle contient des détails sur un complot impliquant le monde entier, écrite par un homme nommé Ko Kimijima.

## Personnages
Kaito Yashio (八汐 海翔, Yashio Kaito)
voix japonaise : Ryōhei Kimura
Lycéen en troisième année au Lycée Central de Tanegashima et personnage principal de la série. Son attitude nonchalante le fait être perçu comme quelqu'un sur qui l'on ne peut pas compter. Il adore la compétition et les jeux de combats, notamment Gunvarrel Kill-Ballad ONLINE, où il est classé cinquième.
Akiho Senomiya (瀬乃宮 あき穂, Senomiya Akiho)
voix japonaise : Yoshino Nanjō (en)
Lycéenne en troisième année et présidente du club de robotique du Lycée Central de Tanegashima, ainsi que l'amie d'enfance de Kaito. Elle est très énergétique et se laisse parfois aller. Son but est de finir la construction du robot géant que sa sœur avait commencé.
Subaru Hidaka (日高 昴, Hidaka Subaru) Mr. Pleiades (ミスター・プレアデス, Misutā Pureadesu)
voix japonaise : Yoshimasa Hosoya
Lycéen en deuxième année au Lycée Central de Tanegashima. Sa confiance en lui et son savoir sur la robotique le rendent arrogant envers ses aînés.
Frau Koujiro (神代 フラウ, Kōjiro Furau) Kona Furugōri (古郡 こな, Furugōri Kona)
voix japonaise : Kaori Nazuka
Une otaku malpolie qui reste chez elle et communique en utilisant le langage des forums. Elle adore lire des yaoi des vieux doujin tout en ricanant.
Junna Daitoku (大徳 淳和, Daitoku Junna)
voix japonaise : Sora Tokui
Lycéenne en troisième année au Lycée Central de Tanegashima. Une karateka très timide, mais qui a la force intérieur de prendre soin de toute sa famille.
Airi (アイリ, Airi)
voix japonaise : Rie Kugimiya
Une Intelligence artificielle qui communique avec Kaito. Leur relation est comme celle d'un grand frère et d'une petite sœur.
Misaki Senomiya (瀬乃宮 みさ希, Senomiya Misaki)
voix japonaise : Kikuko Inoue
La grande sœur d'Akiho, fondatrice du club de robotique du Lycée Central de Tanegashima. Elle travaille désormais dans l'entreprise Exoskeleton.
Mizuka Irei (伊禮 瑞榎, Irei Mizuka)
voix japonaise : Takako Honda
Une amie de Misaki, qui porte aussi le rôle de grande sœur auprès de Kaito. Elle tient une boutique familiale, et garde un œil sur Akiho et Kaito, si bien qu'elle peut devenir effrayante si elle est en colère.
Mitsuhiko Nagafukada (長深田 充彦, Nagafukada Mitsuhiko)
voix japonaise : Yōji Ueda
Un professeur au Lycée Central de Tanegashima, et ancien camarade de classe de Misaki et Mizuka. Il adore donner ses "conseils de professionnel" à Akiho et Kaito.
Kaoruko Usui (臼井 薫子, Usui Kaoruko)
voix japonaise : Toshiko Sawada
La principale très stricte du Lycée Central de Tanegashima.
Tetsuharu Fujita (藤田 鉄治, Fujita Tetsuharu)
voix japonaise : Nobuaki Fukuda
Le tenant de la Clinique Robotique qui aide Akiho à se fournir.
Ko Kimijima (君島 コウ, Kimijima Kō)
voix japonaise : Toshiyuki Morikawa
L'auteur des Rapport de Kimijima". Il apparaît comme très poli et calme.
Kenichiro Senomiya (瀬乃宮 健一郎, Senomiya Ken'ichirō)
voix japonaise : Takehiro Koyama
Le père d'Akiho et Misaki et le directeur du Tanegashima Space Center.
Sumio Nagafukada (長深田 澄夫, Nagafukada Sumio)
voix japonaise : Tetsuo Kanao (en)
L'oncle de Mitsuhiko et Président-directeur général de Space Candy, une entreprise de bonbon situé à Tanegashima.
Hiromu Hidaka (日高 宏武, Hidaka Hiromu)
voix japonaise : Hiroyuki Kinoshita
Le père de Subaru. Un pécheur têtu d'ordinaire silencieux, mais qui peut devenir violent si on l'énerve.
Toshiyuki Sawada (澤田 敏行, Sawada Toshiyuki)
voix japonaise : Shinichiro Miki
Le patron de Misaki à Exoskeleton. Très calme et très neutre, il est impossible de savoir ce qu'il pense.
Nae Tennouji (天王寺 綯, Tennōji Nae)
voix japonaise : Ayano Yamamoto
Une chercheuse au Tanegashima Space Center à l'air très innocente mais qui sait se faire comprendre. À cause de son comportement elle se fait surnommer "La Beauté Déchaînée".
DaSH (ダッシュ)
Un Super Hacker.

## Autres médias

### Séries manga
La première adaptation manga, intitulée Robotics;Notes et illustrée par Keiji Asakawa, est prépubliée dans le Monthly Comic Blade entre mars 2012 et septembre 2014,.  